# Boekschrift
Boekschrift is de verzamelnaam van schrifttypes die tijdens de middeleeuwen gebruikt werden voor het met de hand schrijven van handschriften.
Het wezenlijke verschil tussen boekschrift en het schrift voor dagelijks gebruik was de kalligrafische vormgeving die aan het boekschrift werd gegeven. Het boekschrift is in de loop der tijden sterk geëvolueerd. 
In de vroege middeleeuwen gebruikte men nog de Romeinse boekschriften. Later ging men over op de Karolingische minuskel, die op haar beurt opgevolgd werd door het Gotische schrift met verscheidene varianten.
Bastarda · Beneventaans schrift · Boekschrift · Capitalis cursiva · Capitalis monumentalis · Capitalis quadrata · Capitalis rustica · Geschiedenis van het Romeinse schrift · Gotisch schrift · Half-unciaal · Insulair schrift · Kanselarijschrift · Karolingische minuskel · Littera cursiva · Littera hybrida · Littera textualis · Merovingisch schrift · Minuskelcursief · Unciaal · Visigotisch schrift